# ثيودور ستيرن
ثيودور ستيرن (بالإنجليزية: Theodore Stern)‏ هو أكاديمي أمريكي، ولد في 25 ديسمبر 1912 في نيويورك في الولايات المتحدة، وتوفي في 18 يناير 2013 في تشارلستون في الولايات المتحدة بسبب مرض.